# Two (film, 1974)
Pour les articles homonymes, voir Two.
Pour plus de détails, voir Fiche technique et Distribution.
Two est un film américain réalisé par Charles Trieschmann, sorti en 1974. Le film est adapté d'un roman du réalisateur qui a fait l'objet d'une seconde adaptation en France par Claude Zidi sous le titre Deux.

## Synopsis
Steven, un vétéran de la guerre du Viêt Nam, enlève une jeune femme, Ellen.

## Fiche technique
- Titre : Two
- Réalisation : Charles Trieschmann
- Scénario : Charles Trieschmann d'après son roman
- Musique : Akiva Talmi
- Photographie : Vilis Lapenieks
- Montage : David E. McKenna
- Production : Charles Trieschmann
- Société de production : Colmar
- Société de distribution : United Cinema Releasing (États-Unis)
- Pays de production :  États-Unis
- Genre : Drame
- Durée : 93 minutes
- Dates de sortie : 
  - États-Unis : septembre 1974

## Distribution
- Sara Venable : Ellen
- Douglas Travis : Steven
- Clifford Villeneuve : le conducteur en colère
- Ray Houle : le médecin

## Distinctions
Le film a été présenté en sélection officielle en compétition lors de la Berlinale 1974.